# Heilige-Familiekerk (Groot-Bijgaarden)

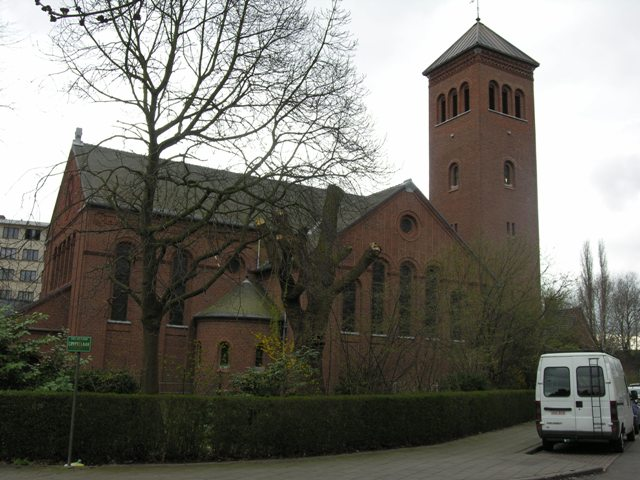
Heilige Familiekerk

De Heilige Familiekerk is een parochiekerk in de tot de Vlaams-Brabantse gemeente Dilbeek behorende plaats Groot-Bijgaarden, gelegen aan de Nieuwe Gentsesteenweg 8.

## Geschiedenis
Tijdens het Interbellum werd de Heilige Familiewijk gebouwd op de plaats waar voordien een vliegveld lag.
In 1931 werd te Zellik een aan de Heilige Familie gewijde noodkerk in gebruik genomen die een filiaalkerk was van de Sint-Bavoparochie te Zellik. In 1936 werd de Heilige Familiewijk een kapelanie van de Sint-Bavoparochie en in 1936-1937 werd een definitieve kerk gebouwd, nu op het grondgebied van Groot-Bijgaarden. In 1938 werd de kapelanie tot zelfstandige parochie verheven waarvan het gebied deels ook op het grondgebied van Zellik en van Sint-Agatha-Berchem lag.

## Gebouw
Het betreft een bakstenen neoromaanse kruiskerk met aan de oostzijde een ingangsportaal en aan de westzijde een halfrond afgesloten koor met een vierkante toren in de noordwestelijke oksel van transept en koor.
Het kerkmeubilair stamt uit de tijd van de bouw en kenmerkt zich onder meer door de toepassing van keramiektegels.